# Парламентские выборы в Израиле (1951)

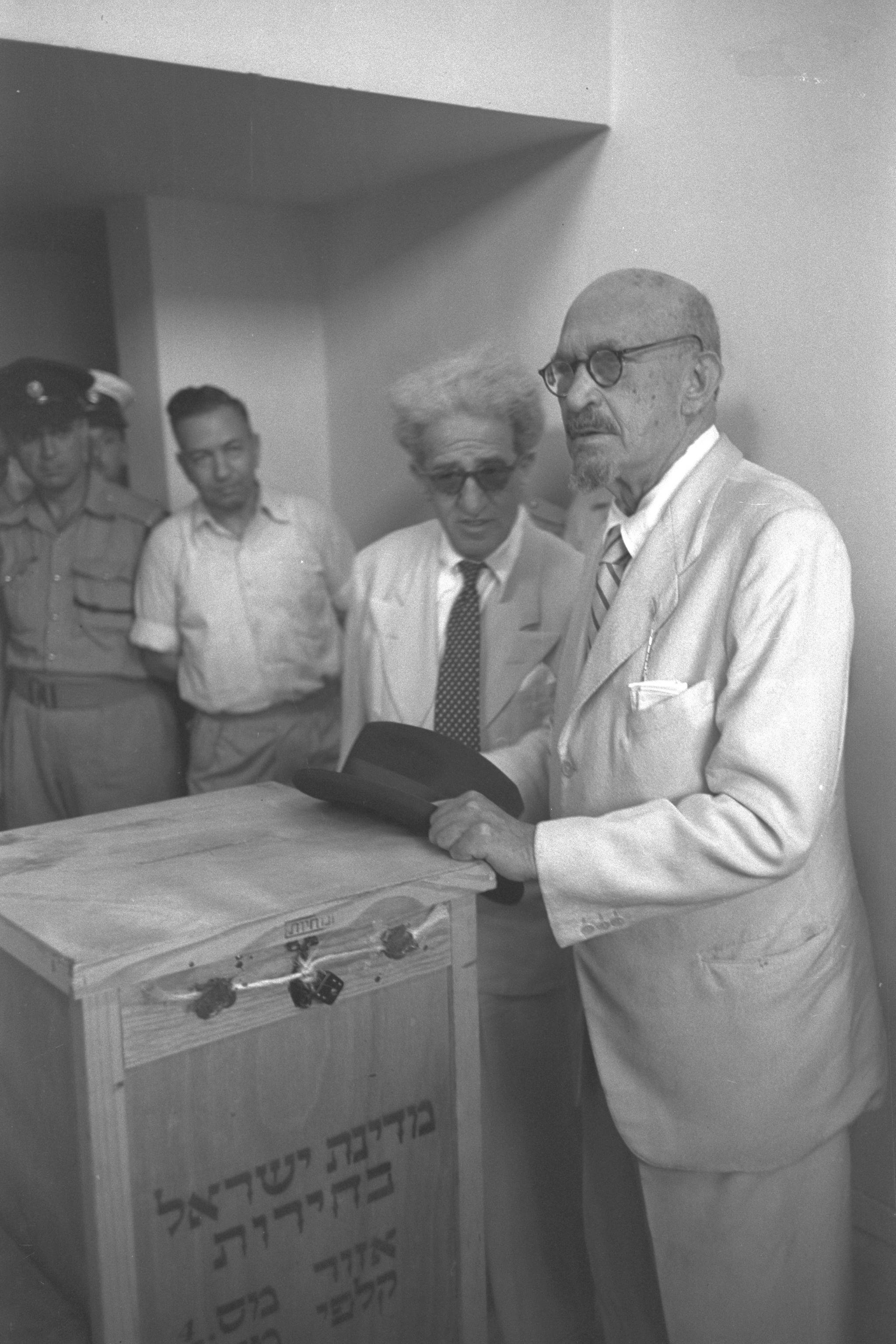
Голосует президент Хаим Вейцман.

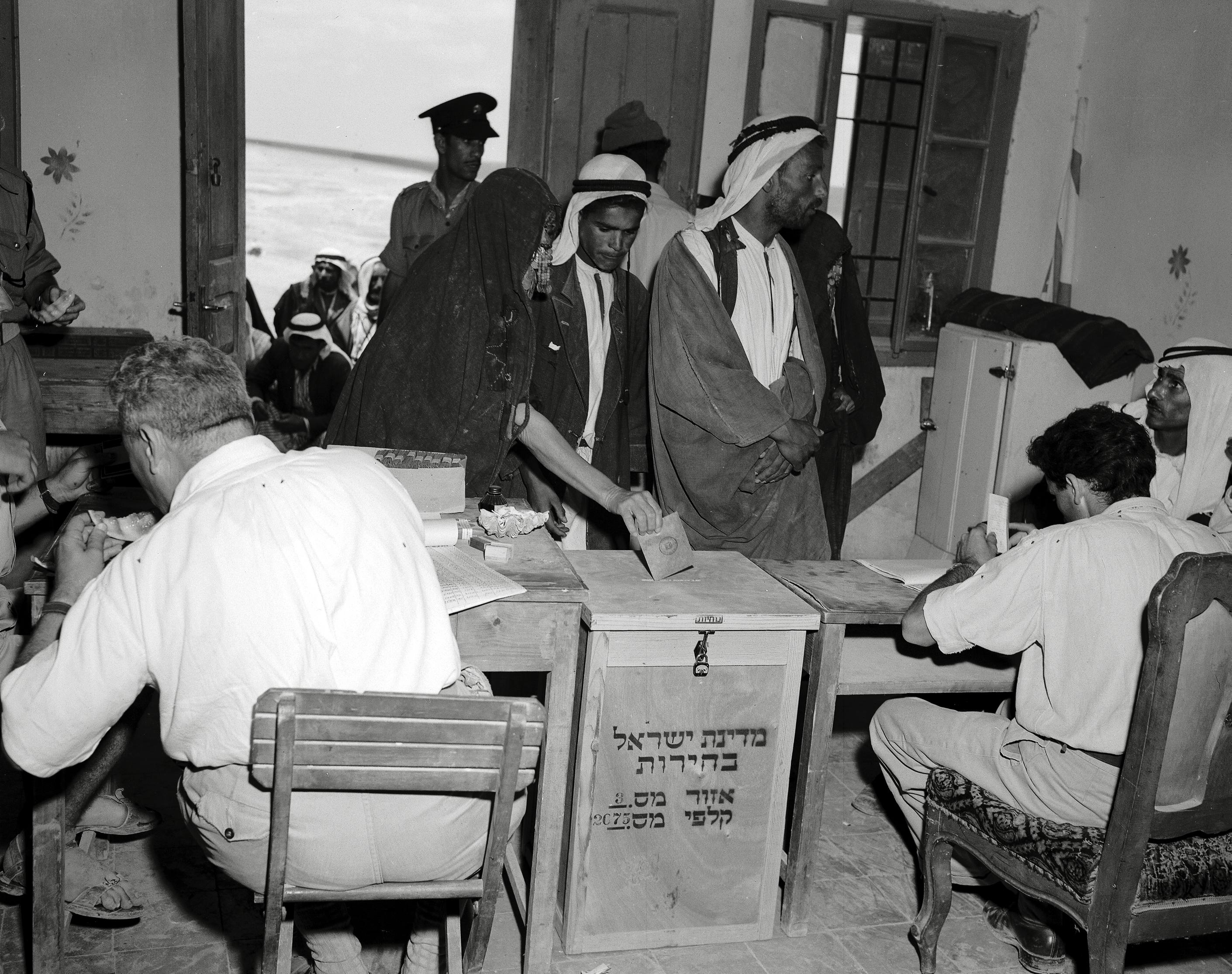
Голосуют бедуины.

Парламентские выборы в Израиле 1951 года состоялись 30 июля и стали вторыми в истории Израиля. На них были избраны 120 членов Второго Кнессета. Явка избирателей составила 75,1 %.

## Предыстория
14 февраля 1951 года в отставку ушло второе правительство Бен-Гуриона после того, как Кнессет отклонил предложения министра образования и культуры о регистрации школьников, что привело к досрочным выборам 30 июля 1951 года.
По всей стране было подготовлено тысяча избирательных участков. Число избирателей имеющих право голоса составляло почти 925 тысяч человек. Всего для участия в выборах было зарегистрировано 17 избирательных списков.
На выборах в Кнессет 2-го созыва Партия общих сионистов увеличила своё влияние и стала второй по количеству мандатов партией в парламенте, за счёт движения Херут и из-за ослабления позиций партии МАПАМ (партия потеряла 13 мандатов). На выборах 1951 года религиозные партии, ранее входившие в Объединённый религииозный фронт, выступали уже не единым списком, а по отдельности, заовевав 17 мест, на одно больше чем в 1949 году. Рабочие и арабские партии, присоединившиеся к МАПАЙ, получили в общей сложности 65 мест в Кнессете.

## Результаты
|                                                                   |                                               |                                   |         |        |         |       |        |  |
| Партия                                                            | Партия                                        | Лидер                             | Голоса  | Голоса | Голоса  | Места | Места  |  |
| Партия                                                            | Партия                                        | Лидер                             | Голоса  | %      | ± п. п. | Места | ±      |  |
|                                                                   | Партия рабочих Земли Израильской (МАПАЙ)      | Давид Бен-Гурион                  | 256 456 | 37,30  | ▲ 1,58  | 45    | ▼ 1    |  |
|                                                                   | Общие сионисты                                | Исраэль Роках                     | 111 394 | 16,20  | ▲ 10,99 | 20    | ▲ 13   |  |
|                                                                   | Объединённая рабочая партия (МАПАМ)           | Меир Яари                         | 86 095  | 12,52  | ▼ 2,21  | 15    | ▼ 4    |  |
|                                                                   | Ха-поэль ха-мизрахи                           | Хаим Моше Шапира                  | 46 347  | 6,74   | н/д     | 8     | ▲ 1    |  |
|                                                                   | Движение «Свобода» (Херут)                    | Менахем Бегин                     | 45,651  | 6,64   | ▼ 4,81  | 8     | ▼ 6    |  |
|                                                                   | Израильская коммунистическая партия (МАКИ)    | Шмуэль Микунис                    | 27,334  | 3,98   | ▲ 0,50  | 5     | ▲ 1    |  |
|                                                                   | Прогрессивная партия                          | Пинхас Розен                      | 22 171  | 3,22   | ▼ 0,87  | 4     | ▼ 1    |  |
|                                                                   | Демократический список для израильских арабов | Сейф эль-Дин Эль-Зуаби            | 16 370  | 2,38   | ▲ 0,68  | 3     | {{}} 1 |  |
|                                                                   | Агудат Исраэль                                | Ицхак Меир Левин                  | 13 799  | 2,01   | н/д     | 3     | ▲ 1    |  |
|                                                                   | Сефарды и выходцы Востока                     | Элияху Элисар                     | 12 002  | 1,75   | ▼ 1,77  | 2     | ▼ 2    |  |
|                                                                   | Поалей Агудат Исраэль                         | Биньямин Минц                     | 11 194  | 1,63   | н/д     | 2     | ▼ 1    |  |
|                                                                   | Мизрахи                                       | Давид Цви Пинкас                  | 10 383  | 1,51   | н/д     | 2     | ▼ 2    |  |
|                                                                   | Кадима и Авода                                | Салах-Хасан Ханифес               | 8 067   | 1,17   | новая   | 1     | ▲ 1    |  |
|                                                                   | Ассоциация йеменцев в Израиле                 | Шимон Гриди                       | 7 965   | 1,16   | ▲ 0,15  | 1     | ▬      |  |
|                                                                   | Сельское хозяйство и развитие                 | Фарез Хамдан                      | 7 851   | 1,14   | новая   | 1     | ▲ 1    |  |
|                                                                   | Единство сефарадимов и ашкенази               |                                   | 4 038   | 0,59   | новая   | 0     | ▬      |  |
|                                                                   | Для новых иммигрантов и освобождённых солдат  |                                   | 375     | 0,05   | новая   | 0     | ▬      |  |
|                                                                   | Действительные голоса                         | Действительные голоса             | 687 492 | 98,92  | ▲ 0,15  |       |        |  |
|                                                                   | Недействительные голоса                       | Недействительные голоса           | 7 515   | 1,08   | ▼ 0,15  |       |        |  |
|                                                                   | Всего                                         | Всего                             | 695 007 | 100    |         | 120   | ▬      |  |
|                                                                   | Избирателей зарегистрировано/Явка             | Избирателей зарегистрировано/Явка | 924 885 | 75,15  | ▼ 11,73 |       |        |  |
| Источник: Официальный сайт Кнессета и Israel Democracy Institute. |                                               |                                   |         |        |         |       |        |  |

## После выборов
Второй Кнессет был крайне нестабильным, за время его полномочий с 20 августа 1951 до 15 августа 1955 года сменилось четыре правительства и два премьер-министра. Менялся и состав самого Кнессета. Рустам Бастуни, Авраам Берман и Моше Снэ покинули МАПАМ и создали недолго просуществовавшую Левую фракцию. Позже Бастуни вернулся в МАПАМ, а Берман и Снэ присоединились к коммунистам (МАКИ). Хана Ламдан и Давид Лившиц также покинули МАПАМ, создав Независимую фракцию Ахдут Ха-Авода, прежде чем присоединиться к МАПАЙ. Ещё четыре парламентария покинули МАПАМ, чтобы основать фракцию Ахдут Ха-Авода — Поалей Цион, но этот шаг не был признан спикером Кнессета. Во время срока Второго Кнессета Сефарды и выходцы Востока присоединились к Общим сионистам.
Как и в первом Кнессете, спикером был Иосиф Шпринцак.
Главной темой ожесточённых дискуссий во Втором Кнессете являлось соглашение о репарациях между ФРГ и Израилем. По соглашению Германия должна была выплатить Израилю компенсацию за использование рабского труда во время Холокоста и компенсировать потерю собственности евреев, но многие депутаты ни на какую компенсацию от Германии не соглашались, несмотря на то, что экономика государства находилась в бедственном положении. Противники соглашения считали, что таким образом будут прощены и забыты преступления нацистов. Также на эти годы пришёлся скандал, связанный с делом Исраэля Кастнера, известного журналиста и деятеля сионистсого движения, который привёл к правительственному кризису.
Второй Кнессет начался с того, что 8 октября 1951 года Давид Бен-Гурион сформировал третье правительство Израиля. Его партия Мапай сформировала коалицию с четырмя религиозными партия (Мизрахи, Ха-поэль ха-мизрахи, Агудат Исраэль и Поалей Агудат Исраэль) и тремя партиями израильских арабов (Демократический список для израильских арабов, Кадима и Авода и Сельское хозяйство и развитие). Правительство ушло в отставку 19 декабря 1952 года из-за спора с религиозными партиями по поводу религиозного образования.
24 декабря 1952 года Бен-Гурион сформировал четвёртое правительство, исключив ультраортодоксальные партии (Агудат Исраэль и Поалей Агудат Исраэль), которых заменили общие сионисты и прогрессисты. 6 декабря 1953 года Бен-Гурион ушёл в отставку, поскольку устал от политики и решил поселиться в кибуце Сде-Бокер.
Новым премьер-министром Израиля стал Моше Шарет, который 26 января 1954 года сформировал пятое правительство с теми же партнёрами по коалиции и министрами. Шарет ушёл в отставку 29 июня 1955 года, когда общие сионисты отказались воздержаться от голосования по вотуму недоверия, выдвинутому Херутом и Маки по поводу позиции правительства по судебному процессу над журналистом Малхиэлем Грюнвальдом, который обвинил Кастнера в сотрудничестве с нацистами.
29 июня 1955 года Шарет сформировал шестое правительство, исключив из коалиции Общих сионистов и Прогрессивную партию. Новое правительство просуществовало недолго, поскольку на 26 июля 1955 года были назначены новые выборы.